# نيكولاي ستوكهولم
نيكولاي ستوكهولم (بالدنماركية: Nicolai Stokholm)‏ هو لاعب كرة قدم دنماركي في مركز الوسط، ولد في 1 أبريل 1976 في Regstrup ‏ في الدنمارك. شارك مع منتخب الدنمارك لكرة القدم. أما مع النوادي، فقد لعب مع نادي أودنسه ونادي فيكينغ ونادي نوردشيلاند.

## وصلات خارجية
- نيكولاي ستوكهولم على موقع قاعدة بيانات كرة القدم.إي يو (الإنجليزية)
- نيكولاي ستوكهولم على موقع ناشيونال فوتبول تيمز (الإنجليزية)
- نيكولاي ستوكهولم على موقع عالم كرة القدم.نت (الإنجليزية)
- نيكولاي ستوكهولم على موقع AS.com (الإسبانية)